# Rhizophagus cribratus
Rhizophagus cribratus är en skalbaggsart som beskrevs av Leonard Gyllenhaal 1827. Rhizophagus cribratus ingår i släktet Rhizophagus, och familjen gråbaggar. Arten är reproducerande i Sverige.